# Teorema lui Abel
În matematică, Teorema lui Abel pentru seriile de puteri leagă limita unei serii de puteri de suma coeficienților acesteia. A fost denumită astfel în cinstea matematicianului norvegian Niels Henrik Abel.

## Teorema
Fie {\displaystyle a\,=\,\{a_{i},i\geq 0\}} un șir de numere reale sau complexe și fie
{\displaystyle G_{a}(z)\,=\,\sum _{i=0}^{\infty }a_{i}z^{i}}
o serie de puteri cu coeficienții a. Dacă seria {\displaystyle \sum _{i=0}^{\infty }a_{i}} este convergentă, atunci
{\displaystyle \lim _{z\rightarrow 1^{-}}G_{a}(z)=\sum _{i=0}^{\infty }a_{i}.\qquad (*)}
În cazul special în care toți coeficienții {\displaystyle a_{i}} sunt reali și pozitivi, atunci formula (*) este valabilă și când seria  {\displaystyle \sum _{i=0}^{\infty }a_{i}} nu este convergentă, în sensul că în acest caz ambele părți ale ecuației sunt egale între ele și egale cu {\displaystyle +\infty }.

## Observație
Într-o versiune mai generală a teoremei, dacă r este orice număr real nenul pentru care seria {\displaystyle \sum _{i=0}^{\infty }a_{i}r^{i}} este convergentă, atunci rezultă că
{\displaystyle \lim _{z\to r}G_{a}(z)=\sum _{i=0}^{\infty }a_{i}r^{i}}
dacă se interpretează limita din această formulă ca limita laterală, la stânga dacă r este pozitiv și la dreapta dacă r este negativ.

## Aplicații
Utilitatea teoremei lui Abel este aceea că permite găsirea limitei unei serii de puteri când argumentul său (z) tinde crescător către 1, chiar și în cazurile când raza de convergență, R, a seriei de puteri este chiar 1 și nu putem fi siguri dacă limita ar trebui să fie finită sau nu. 
Ga(z) se numește funcție generatoare a șirului a. Teorema lui Abel este adesea utilă în tratarea funcțiilor generatoare de șiruri cu valori reale nenegative, cum ar fi funcțiile generatoare de probabilități. În particular, este utilă în teoria proceselor Galton-Watson.